# Чарчян, Эдуард Рафаэлович
Эдуа́рд Рафаэ́лович Чарчя́н (род. 9 мая 1978 г., Ахалкалаки, Грузия) — российский кардиохирург, практикующий врач высшей категории, учёный-медик, заведующий отделением хирургии аорты и её ветвей в Российском научном центре хирургии им. Петровского (РНЦХ) в Москве. Награждён дипломом премии им. Н. И. Пирогова, имеет почётное учёное звание «Профессор РАН». Член-корреспондент Российской академии наук (РАН).

## Биография. Профессиональное становление
Э. Р. Чарчян родился в 1978 году на юге Грузинской ССР (ныне — Грузия) в городе Ахалкалаки, где основную часть населения исторически составляют армяне. Отец работал врачом-хирургом, мать была биологом, и Эдуард уже в детстве выбрал профессию медика. Сначала учился в школе им. В. Маяковского в Ахалкалаки, а в двух последних классах — в школе с усиленной программой по английскому языку в гор. Донецке (Украина), которую окончил с золотой медалью.
В 1995 году поступил в Донецкий государственный медицинский университет и в 2001 г. окончил его с отличием. С 2001 по 2003 год проходил обучение в клинической ординатуре по специальности «сердечно-сосудистая хирургия» в отделении хирургии аорты и её ветвей Российского научного центра хирургии имени академика Б. В. Петровского (РНЦХ), после чего остался работать в РНЦХ. В 2005 году защитил кандидатскую диссертацию «Хирургическая тактика у больных с аневризмой восходящего отдела аорты с аортальной недостаточностью» (руководитель — Ю. В. Белов, ныне академик РАН и директор РНЦХ). В 2010 году стал доктором медицинских наук, тема работы: «Хирургия расслоения аорты». Выезжал за рубеж для краткосрочных стажировок: в университетские клиники гор. Лилля (2009 г.), Барселоны (2012), Мюнхена (2015) и Йены (2016), Ганновера (2018), а также в израильский Медицинский центр им. Рабина (2011 г.).
В 2016 году Чарчяну было присвоено почётное звание профессор РАН, а осенью того же года его избрали членом-корреспондентом Академии по Отделению медицинских наук (специальность «сосудистая хирургия»).

## Деятельность как практикующего врача
С 2001 года по настоящее время (2025 г.) Э. Р. Чарчян работает в РНЦХ им. Петровского. Врач высшей категории (с 2011 года). С 2012 года возглавляет отделение хирургии аорты и её ветвей, в котором начинал свою карьеру.
Коллектив отделения является одним из лидеров в лечении сложных патологий аорты в России. В отделении постоянно совершенствуются принципы лечения аневризм и расслоений, а также методы защиты сердца и других органов при аортальных реконструкциях. Чарчяном с коллегами внедрён в клиническую практику гибридный мультидисциплинарный подход к диагностике, выявлению и хирургическому лечению пациентов с данными тяжёлыми патологиями. С целью комплексного ведения соответствующих больных сформирована группа специалистов различного профиля («аортальная команда»). Чарчян Э. Р. ведется разработка Российского гибридного протеза аорты для проведения соответствующих операций при расслоении аорты.
Разработана и внедрена в клиническую практику уникальная и крайне тяжелая технология одномоментной замены всей аорты человека, которая внесена в список уникальных операций в нашей стране. В мировой практике это направление самое сложное и приоритетное.  
Кроме хирургии аорты, Э. Р. Чарчян является ведущим специалистом в РНЦХ и на территории России по малоинвазивной хирургии аорты и приобретённых пороков сердца.
С участием Чарчян Э. Р. в различных специализированных клиниках г. Москвы и РФ выполняются операции на грудной и торакоабдоминальной аорте, а также сочетанные операции при опухолях различной локализации в сочетании с сердечно-сосудистыми операциями.

## Исследовательская деятельность и публикации
Научно-исследовательская работа Э. Р. Чарчяна охватывает широкий круг сердечно-сосудистых заболеваний, требующих кардиохирургического вмешательства.
Основные труды Чарчяна посвящены аортальной хирургии. Им проведены разработки технологий медикаментозной и перфузионной защиты органов и тканей в ходе реконструктивных операций. Исследованы гемодинамические характеристики каналов аорты, а также состояние её стенок в зависимости от особенностей расслоения. Это повлекло изменение хирургической тактики в отношении объёма и характера лечения. Предложенные варианты гемодинамической коррекции потоков крови в каналах в настоящее время стали ключевым моментом любых реконструкций при расслоениях, влияющим на состояние аорты дистальнее зоны её протезированного участка.
Чарчян является соавтором более 500 печатных работ, среди которых 3  монографии, 2 главы в книгах, 27 патентов на изобретения, около 250 статей в специализированных журналах (индексируемых РИНЦ) и тезисы докладов. Некоторые публикации:
- Чарчян Э. Р., Белов Ю. В., Скворцов А. А., Салагаев Г. И., Шведов П. Н. // Выбор метода пластики аортального клапана в хирургии корня и восходящей аорты // Патология кровообращения и кардиохирургия, 2016, т. 20, № 2, с. 26—34, аннотация статьи;
- Чарчян Э. Р., Степаненко А. Б., Скворцов А. А. // Способ внеполостного переключения брахиоцефальных ветвей при гибридном лечении аневризм нисходящей аорты с распространением на дистальную часть дуги // Патент на изобретение RUS 2515479 20.03.2013, аннотация патента;
- Belov Y.V., Stepanenko A.B., Gens A.P., Savichev D.D., Charchyan E.R. // Reduction aortoplasty for ascending aortic aneurysm: a 14-year experience // Asian Cardiovascular and Thoracic Annals, 2009, v. 17, № 2, pp. 162—166, abstract;
- Белов Ю. В., Чарчян Э. Р. // Аневризмы восходящей аорты с аортальной недостаточностью // М.:ИД «Святогор», 2006, 168 стр. [монография];
- Константинов Б. А., Белов Ю. В., Степаненко А. Б., Генс А. П., Чарчян Э. Р. // Хирургическая тактика у больных с аневризмами восходящего отдела аорты // Ангиология и сосудистая хирургия, 2004, т. 10, № 3, с. 81—88, аннотация статьи.

Э. Р. Чарчян входит в ассоциации сосудистых хирургов и кардиохирургов России. В 2014 году он был принят в Европейскую ассоциацию кардиоторакальных хирургов (англ. European Association for Cardio-Thoracic Surgery, EACTS) и затем публиковался в её изданиях, с 2016 года — член американского Общества торакальных хирургов (англ. Society of Thoracic Surgeons, STS). Выступает с лекциями на мастер-классах и практических симпозиумах, является организатором «Московских аортальных конгрессов» в РНЦХ и мастер-классов по хирургии аорты.

## Премии, гранты, признание
- Грант Регионального общественного фонда содействия общественной медицине[9] Президиума РАМН в номинации «Клиническая медицина» (2006—2007).
- Диплом премии РАМН имени Н. И. Пирогова за серию работ по сердечно-сосудистой хирургии (2010, в составе коллектива)[1].
- Почётное учёное звание «Профессор РАН» (2016), статус члена-корреспондента РАН (2016).
- Премия Правительства РФ по Науке и Технике (2023)
- Орден Пирогова (5 февраля 2024) — за большой вклад в развитие отечественной науки, многолетнюю плодотворную деятельность и в связи с 300-летием со дня основания Российской академии наук[10].
- Медаль имени В.И. Колесова "За значительный вклад в развитие  кардиоваскулярной хирургии"
- Почётная грамота Правительства Российской Федерации (24 мая 2025) — за разработку и внедрение уникальных и инновационных методов высокотехнологичной медицинской помощи, способствующих сохранению жизни пациентво

## Семья
Большинство членов семьи Э. Р. Чарчяна профессионально связаны с медициной:
- отец — Чарчян Рафик (Рафаэл) Григорьевич (1943 г.р.), кандидат медицинских наук, хирург, врач высшей категории, заведующий хирургическим отделением областной больницы гор. Ахалкалаки, Грузия;
- мать — Асратян Кнарик Георгиевна (1949 г.р.), микробиолог;
- старшая сестра — Чарчян Изабелла Рафаэловна (1976 г.р.), акушер-гинеколог;
- супруга — Налбандян Соня Петросовна (1980 г.р.), кандидат медицинских наук, акушер-гинеколог;
- дети — Диана (2007 г.р.), Ани (2014 г.р.) и Рафаэл (2018 г.р.).

Один из родственников по материнской линии — армянский кинорежиссёр А. Р. Хачатрян.